# Comuna de Lipinki Łużyckie
Lipinki Łużyckie (polaco: Gmina Lipinki Łużyckie) é uma gminy (comuna) na Polónia, na voivodia da Lubúsquia e no condado de Żarski. A sede do condado é a cidade de Lipinki Łużyckie.
De acordo com os censos de 2004, a comuna tem 3247 habitantes, com uma densidade 36,7 hab/km².

## Área
Estende-se por uma área de 88,55 km², incluindo:
- área agricola: 45%
- área florestal: 47%

## Demografia
Dados de 30 de Junho 2004:
|                      | Total   | Total | Mulheres | Mulheres | Homens  | Homens |
| -------------------- | ------- | ----- | -------- | -------- | ------- | ------ |
|                      | pessoas | %     | pessoas  | %        | pessoas | %      |
| População            | 3247    | 100   | 1653     | 50,9     | 1594    | 49,1   |
| Densidade (pop./km²) | 36,7    | 100   | 18,7     | 18,7     | 18      | 18     |

De acordo com dados de 2002, o rendimento médio per capita ascendia a 1456,05 zł.

## Subdivisões
- Brzostowa-Sieciejów, Cisowa, Górka, Grotów, Lipinki Łużyckie, Pietrzyków, Piotrowice, Suchleb, Zajączek-Tyliczki,

Boruszyn.

## Comunas vizinhas
- Jasień, Przewóz, Trzebiel, Tuplice, Żary